# Erhard Mauersberger
Erhard Mauersberger (* 29. Dezember 1903 in Mauersberg; † 11. Dezember 1982 in Leipzig) war ein deutscher Organist, Musiklehrer und Chorleiter. Er wirkte als 14. Thomaskantor nach Johann Sebastian Bach.

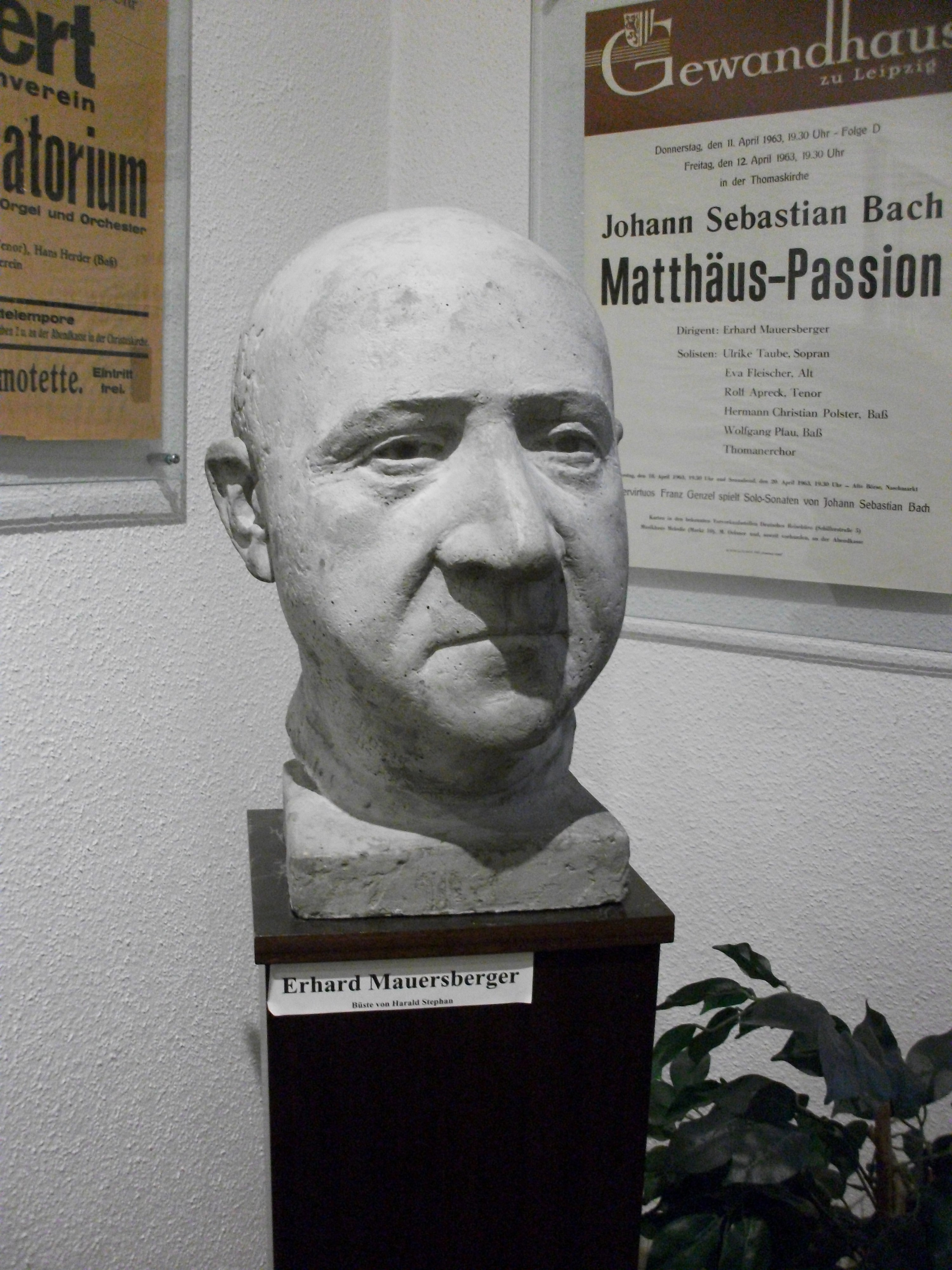
Mauersberger-Museum, Büste Erhard Mauersberger

## Leben
Erhard Mauersberger wurde am 29. Dezember 1903 als Sohn des aus Mildenau (Erzgeb.) stammenden Kantors und Lehrers der erzgebirgischen Gemeinde Mauersberg, Ferdinand Oswald Mauersberger, geboren. Die weiter zurückliegenden musikalischen Wurzeln des Vaters sollen zurückgehen auf böhmische Musikantengeschlechter, die etwa ab dem 17. Jahrhundert in Scharen über die Grenze strebten und sich gleich dahinter ansiedelten. Erhard Mauersberger war der fünfzehn Jahre jüngere Bruder Rudolf Mauersbergers, des Kantors der (auch durch ihre Chortradition) berühmten Kreuzschule in Dresden.
Erhard Mauersberger war von 1914 bis 1920 Mitglied des Thomanerchors unter Thomaskantor Gustav Schreck und Schüler an der Thomasschule zu Leipzig. Er studierte bei Karl Straube (Orgel), Otto Weinreich (Klavier) und Stephan Krehl (Komposition) am Leipziger Konservatorium.
1925 wurde Mauersberger als Nachfolger seines Bruders Rudolf Chorleiter, Organist und Künstlerischer Leiter des Aachener Bachvereins. Von 1928 bis 1930 war er Dozent an der Hochschule für Musik Mainz. Gleichzeitig wirkte er als Organist und Chorleiter an der Mainzer Christuskirche.
1930 folgte Mauersberger erneut seinem Bruder, als Kantor leitete er den Bachchor Eisenach an der Eisenacher Georgenkirche. Zugleich wurde ihm die Leitung der neugegründeten Kirchenmusikschule der Evangelisch-Lutherischen Landeskirche Thüringens übertragen. Ab 1935 wirkte er dort als Kirchenrat und ab 1942 als Landeskirchenmusikdirektor. Darüber hinaus wurde er 1932 Dozent und 1946 Professor für Chorleitung an der Staatlichen Hochschule für Musik in Weimar.

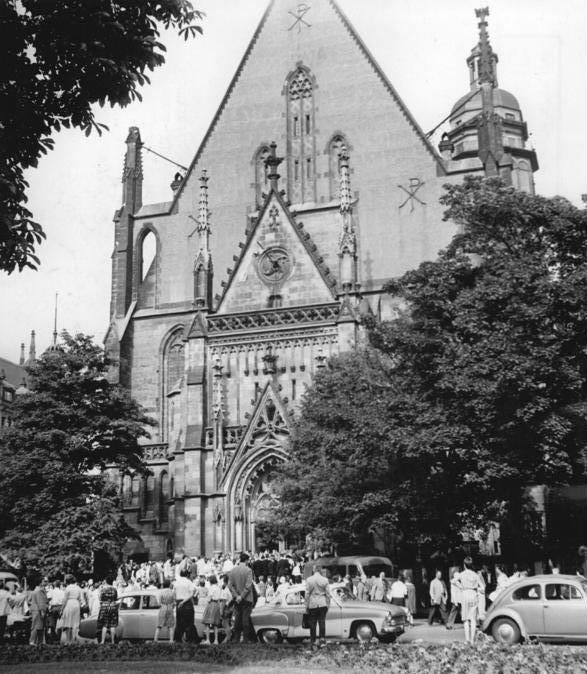
Leipziger Thomaskirche beim Bachfest 1962 unter Erhard Mauersbergers Leitung

Nach der Machtergreifung der Nationalsozialisten trat er 1933 dem Kampfbund für deutsche Kultur bei. 1937 beantragte er die Aufnahme in die NSDAP und erhielt den Status als Parteianwärter. Er musste somit die gleichen Pflichten wie ein ordentliches Parteimitglied erfüllen. Sein Antrag wurde im August 1939 aufgrund seines Status als Kirchenbeamter abgelehnt, was er persönlich als „unverdiente Härte“ empfand. Ab Herbst 1933 gehörte Mauersberger den Deutschen Christen an und trat 1939 dem Institut zur Erforschung und Beseitigung des jüdischen Einflusses auf das deutsche kirchliche Leben bei. Er war Hauptverantwortlicher für die Redaktion des „entjudeten“ Gesangbuchs und des geplanten Choralbuchs.
Mauersberger leitete ab 1950 die Thüringer Kirchenmusikschule in Eisenach. In einer politisch und künstlerisch schwierigen Zeit übernahm er 1961 als Nachfolger von Kurt Thomas das Amt des Thomaskantors. Er half, den Chor in der Zeit der politischen Isolation, die durch die innerdeutsche Grenze und durch die sozialistische Kulturdoktrin in der DDR gekennzeichnet war, in seinen kirchenmusikalischen Bindungen zu bewahren. Zeitweise leitete er auch den Gewandhauschor. Von 1963 bis 1982 war er Präsident des Johann-Sebastian-Bach-Komitees in der DDR.
Schallplatten- und Rundfunkaufnahmen zeigen ihn als Bewahrer der Tradition seiner Lehrer. In seinen späteren Jahren komponierte Mauersberger für den Thomanerchor A-cappella-Werke, die sich mit spätromantischem Habitus im Repertoire bewähren.

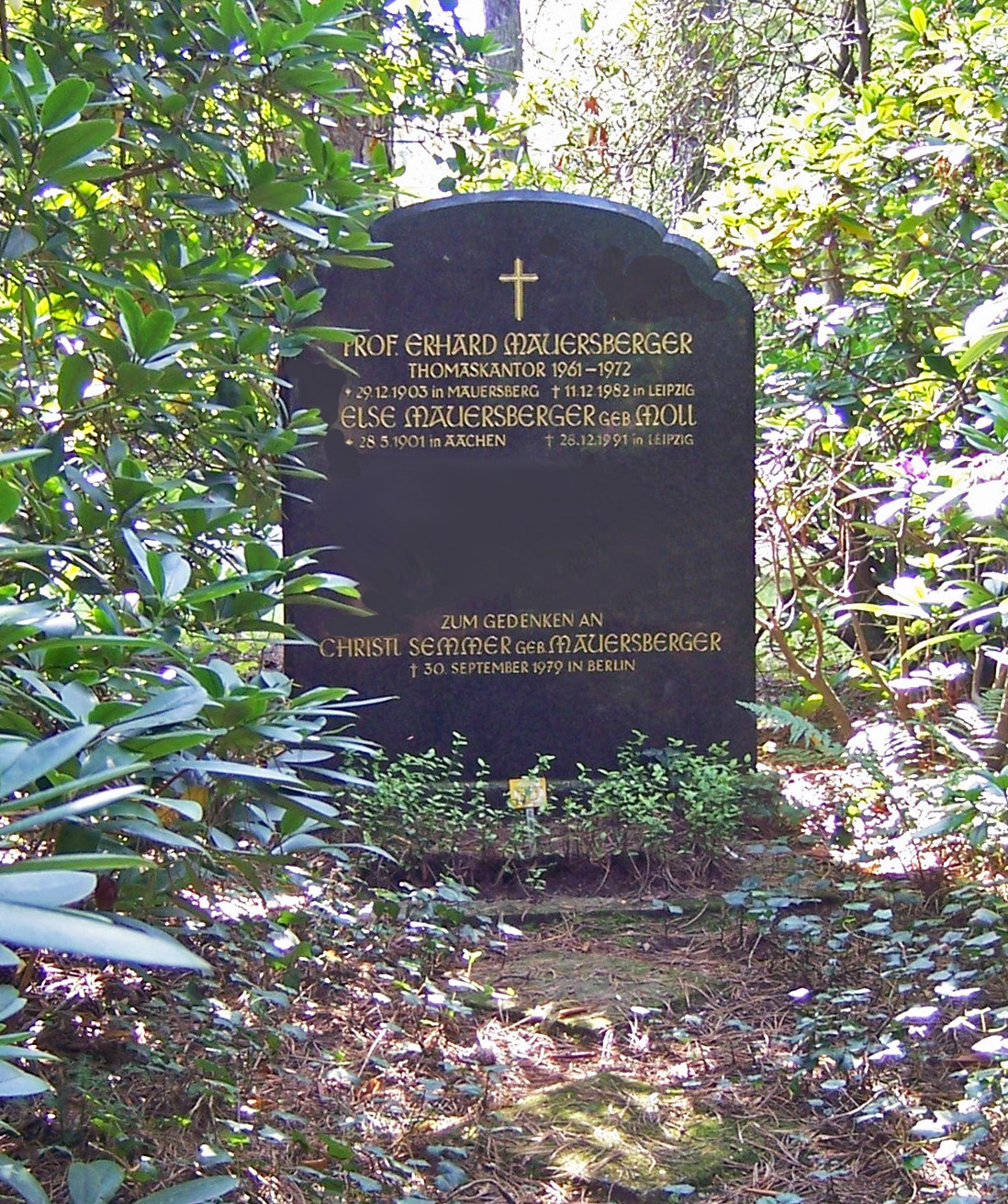
Grabstätte Erhard Mauersbergers auf dem Leipziger Südfriedhof

Seinem Ausscheiden aus dem Amt im Jahr 1972 war ein Unfall vorausgegangen, dessen Umstände ungeklärt sind. Offiziell wurde vom Rat der Stadt Leipzig, Abt. Kultur, behauptet, dem Mauersberger sei „eine Scheibe auf den Kopf gefallen“, die ihn stark verletzt habe. Diesem Gerücht widersprach Mauersberger wiederholt im vertrauten Kreis. Tatsächlich war er einer Neuausrichtung der DDR-Kulturpolitik im Wege. In diesem Zusammenhang wurden sowohl Thomaskantor Mauersberger als auch der Rektor des Thomanerchores, Heinz Nöbert sowie die beiden Lehrer der Thomasschule und Inspektoren des Thomanerchores, Helmut Görne und Heinz Mangold, entlassen.
Am 11. Dezember 1982 starb Mauersberger im Alter von 78 Jahren in Leipzig. Er wurde auf dem Leipziger Südfriedhof (XVII. Abteilung) beigesetzt. Die Journalistin, Filmproduzentin und Autorin Helga Mauersberger war Erhard Mauersbergers Tochter.

## Ehrungen
- 1950: Nationalpreis der DDR[7]
- 1972: Kunstpreis der Stadt Leipzig
- Er wurde dreimal mit dem Vaterländischen Verdienstorden der DDR geehrt.
- Im Jahr 2001 wurde eine Straße im Leipziger Stadtteil Stötteritz nach Mauersberger benannt („Mauersbergerstraße“).
- Der Geburtsort Mauersberg ehrt Erhard und Rudolf Mauersberger durch das Mauersberger-Museum.[8][9]

## Bewertung
Erhard Mauersberger erwarb sich große Verdienste in der Kirchenmusik. In der DDR galt er zwar als unabhängiger Geist im Sinne einer freien Kulturpolitik, war jedoch als Person eine unumstrittene Figur in der Bachpflege. Er war über Jahre Präsident des Bachkomitees und wurde mehrmals mit der Staatsauszeichnung der DDR, dem Vaterländischen Verdienstorden in Bronze, geehrt. Eine Reflexion über Mauersbergers Handeln und Gesinnung vor 1945 blieb bei den politisch Verantwortlichen der DDR und in der Evangelischen Kirche aus.
Erst nach der Wende wurde dieser Teil von Mauersbergers Biographie ins Licht gerückt. Mauersberger arbeitete an dem von den Deutschen Christen gegründeten kirchlichen „Entjudungsinstitut“, welches sich die „Beseitigung des jüdischen Einflusses auf das deutsche kirchliche Leben“ zum Ziel gesetzt hatte. Mit ihm sollte der Kampf gegen das Judentum theologisch untermauert werden. Dies sollte auch in einem „entjudeten“ Gesangbuch umgesetzt werden. Mauersberger, zuständig für die Bewertung der Melodien, stellte dazu die Manuskriptfassung her, erstellte einen Notensatz und ein begleitendes Choralbuch. Dies wurde 1942 auf der Wartburg in einem Festakt vorgestellt.
Der Leiter des Bachhauses Eisenach sagte 2016 zu Mauersbergers Arbeit:

„Eine der schönsten Kantaten Bachs ‚Wachet auf, ruft uns die Stimme‘ ist als jüdisch eingestuft worden. Und ich weiß nicht, wie man damit innerlich fertig wird. Er musste doch wissen, dass das alles Blödsinn ist, was hier passiert. Warum macht man sich in diesem Projekt unentbehrlich und nicht in einem anderen Projekt? Und wie kann man das mit sich und als Künstler vereinbaren?“

## Werke
(zumeist Kirchenmusik – A-cappella-Motetten)
- Die Heilung des Blinden von Jericho. Große Evangelienmotette.
- Bleibe bei uns, Herr, denn es will Abend werden. Evangelienmotette.
- Domine dirige me.
- Weihnacht: Im Dunkeln tret’ ich gern hinaus. (1974) Für Solostimme und neunstimmigen Chor

### Chorlieder
- Vom Himmel hoch, o Englein kommt.
- Wach, Nachtigall, wach auf.
- Der du die Zeit in Händen hast.
- Wer sich nach seinem Namen nennt.
- O Herr, mache mich zum Werkzeug deines Friedens.